# Зимник (Вологодская область)
Зимник — деревня в Устюженском районе Вологодской области.
Входит в состав Лентьевского сельского поселения (с 1 января 2006 года по 11 января 2007 года входила в Моденское сельское поселение), с точки зрения административно-территориального деления — в Моденский сельсовет.
Расположена на берегах реки Шалочь. Расстояние до районного центра Устюжны по автодороге — 42 км, до центра муниципального образования деревни Лентьево по прямой — 20 км. Ближайшие населённые пункты — Глины, Колоколец, Староречье.
Население по данным переписи 2002 года — 39 человек (17 мужчин, 22 женщины). Преобладающая национальность — русские (97 %).